# Metopius areolatus
Metopius areolatus là một loài tò vò trong họ Ichneumonidae.